# Tarenna scabrida
Tarenna scabrida là một loài thực vật có hoa trong họ Thiến thảo. Loài này được S.Moore miêu tả khoa học đầu tiên năm 1925.